# 湯尼·克隆寧格
湯尼·李·克隆寧格（英語：Tony Lee Cloninger，1940年8月13日—2018年7月24日），為美國職棒大聯盟的投手。生涯曾效力過勇士、紅人與紅雀。

## 球員生涯
克隆寧格於1961年登上大聯盟。1965年，他拿下生涯新高的24勝、211次三振與3.29的防禦率。
不僅投球能力出色，克隆寧格在打擊上也不遜色。他生涯的打擊率為1成92，並敲出11轟與67分打點。其中他在1966年就敲出5轟。
1966年7月3日，勇士以17比3大勝巨人。克隆寧格在那場比賽敲出2支滿貫砲，單場拿下9分打點。他不僅寫下了勇士隊使個人單場打點紀錄，而他也是國聯第一位也是唯一一位能夠單場雙響滿貫砲的投手。
1968年6月11日，勇士隊將克隆寧格、Clay Carroll和Woody Woodward交易至紅人，換來Milt Pappas、Bob Johnson和Ted Davidson。最後一年他加入紅雀隊，球季結束後退休。

## 教練生涯
退休後，克隆寧格在1992年加入洋基隊擔任牛棚教練。他也在洋基隊拿下4次世界大賽冠軍。
2002年，紅襪隊將克隆寧格挖角，讓他擔任投手教練。不過他在隔年因為膀胱癌而暫時退出紅襪隊。2004年起，克隆寧格便擔任紅襪隊的球員發展顧問，並一路擔任到他去世為止。
克隆寧格曾在2002年面對金鶯隊的一場比賽中遭到驅逐出場，原因是兩隊發生板凳清空衝突時，61歲的克隆寧格不顧危險，直接衝向金鶯隊抓著球員Brook Fordyce使出鎖喉技。

## 逝世
2018年7月24日，77歲的克隆寧格在北卡州丹佛去世。

## 外部連結
- 球員資訊和成績在MLB ，ESPN ，Retrosheet ，Baseball Reference ，Baseball Reference (Minors) ，Fangraphs ，The Baseball Cube （英文）